# Frischauf

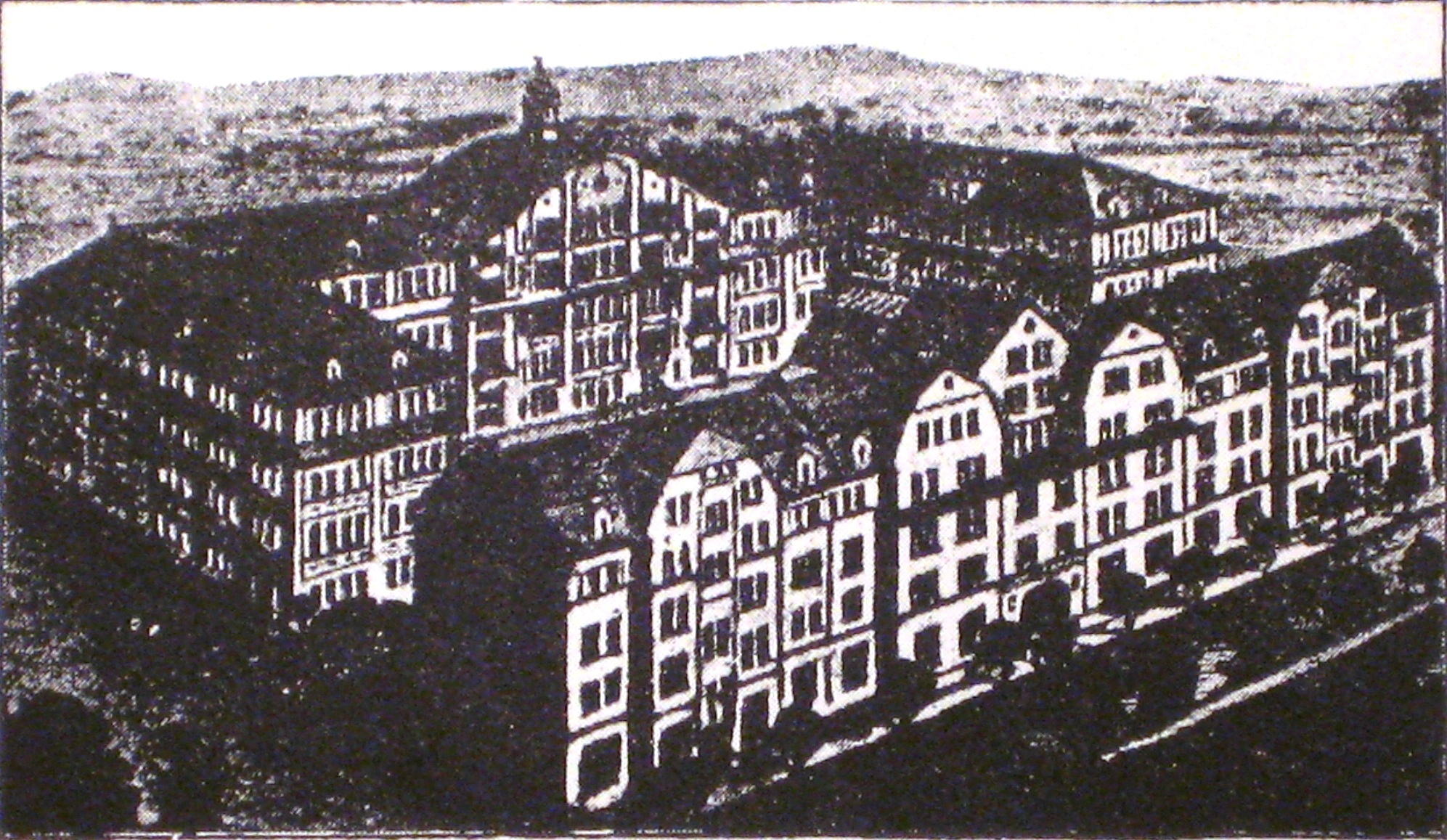
Ehemalige Fahrradfabrik Frischauf (Abbildung im Briefkopf)

Die Frischauf-Fahrradfabrik war ein durch den Arbeiter-Radfahrerbund Solidarität im Jahr 1912 in Offenbach am Main gegründetes und genossenschaftlich organisiertes Unternehmen. Anfangs wurden mit ca. 200 Mitarbeitern Fahrräder produziert, später mit über 1000 Mitarbeitern auch Fahrradzubehör, Nähmaschinen und Motorräder. Anfang 1933 wurde die Genossenschaft von den Nationalsozialisten enteignet und die Fabrik in Mayweg-Werke umbenannt.

## Vorgeschichte und Anfänge
In den Jahren 1880 bis 1890 gründeten sich in ganz Deutschland Arbeiter-Radsportvereine mit sozialdemokratischer Unterstützung. Diese Vereine wurden häufig mit dem Beinamen „Solidarität“ versehen, um sich in der damals noch ausgeprägten Klassengesellschaft Deutschlands als für die „arbeitende Klasse“ zu profilieren. 1896 wurde der Zentralverband „Solidarität“ mit Sitz in Chemnitz gegründet, bereits 1907 wurde dieser nach Offenbach am Main verlegt. Das Fahrradfahren war inzwischen äußerst beliebt, für Arbeiter jedoch kaum erschwinglich. Nach dem Vorbild einer Berliner Einkaufsgenossenschaft wurde ein deutschlandweites Netz von Fahrradhäusern mit dem Namen „Frisch auf“ errichtet. Diese Fahrradhäuser waren genossenschaftlich organisiert und ermöglichten den zuletzt 330000 Mitgliedern den Erwerb günstiger Fahrräder. Die Genossenschaftszentrale war, wie der Zentralverband Solidarität, in Offenbach angesiedelt. Inzwischen war der Verband, umbenannt in „Arbeiter Rad- und Kraftfahrerbund Solidarität“, der größte Radfahrerverband der Welt.

## Geschichte
Im Jahr 1922 wurde in Offenbach in der Sprendlinger Landstraße 220–224 mit der Produktion eigener Fahrräder begonnen. Die Belegschaft wuchs stetig, die Produktpalette wurde weiter ausgebaut. Neben Damen- und Herrenfahrrädern wurde auch Fahrradzubehör selbst produziert. Die Frischauf-Fahrräder waren zumeist mit grüner Farbe lackiert, ein Markenzeichen der Firma. Später kamen noch Nähmaschinen und Motorräder dazu. Die Firma agierte sehr erfolgreich in Zeiten hoher Arbeitslosigkeit in Deutschland. Sozialleistungen wie Wohnungen für Mitarbeiter und Versicherungspolicen für Genossenschaftsmitglieder waren beispielhaft für die damalige Zeit.
Nach der Machtergreifung durch die Nationalsozialisten Anfang 1933 endete die Erfolgsgeschichte unter gewaltsamen Umständen. Mit der ideologischen Nähe zu sozialdemokratischer Weltanschauung begründeten die neuen Machthaber das Verbot des Radfahrerbundes und die Enteignung des genossenschaftlichen Vermögens. Der Vorsitzende, Heinrich Niemann, wurde von Angehörigen der SA in seinem Büro ermordet, das Firmengelände besetzt und nicht anpassungswillige Mitarbeiter in Konzentrationslager deportiert. Die ehemalige genossenschaftliche Firma wurde zunächst in die Mayweg-Werke übernommen und schließlich 1938 in REX-Maschinenbaugesellschaft mbH umbenannt. Dieses Unternehmen beschäftigte während des Zweiten Weltkrieges ca. 600 Kriegsgefangene und Zwangsarbeiter für die Rüstungsproduktion. Alliierte Verbände bombardierten und beschädigten die Werkshallen so stark, dass die Produktion eingestellt werden musste. Nach dem Krieg wurde das enteignete Werk nicht mehr an den neu gegründeten Radfahrerverband „Solidarität“ gegeben und nur eine geringe Entschädigungsleistung geleistet. Damit endete die Firmengeschichte der Fahrradfabrik Frischauf.
Einige Mietshäuser für ehemalige Mitarbeiter der Firma Frischauf haben sich bis heute erhalten und sind Teil des Projektes Route der Industriekultur Rhein-Main.